# バーク (バージニア州)
バーク（Burke）は、アメリカ合衆国バージニア州のフェアファクス郡にある国勢調査指定地域（CDP）。人口は4万2312人（2020年）。ワシントンD.C.の南西30キロメートルに位置している。

## 歴史
1840年代後半にオレンジ・アンド・アレクサンドリア鉄道の鉄道駅が開業し、駅周辺に入植地が形成された。

## 交通
バーク・センター駅にはアムトラックとバージニア急行鉄道の列車が停車する。

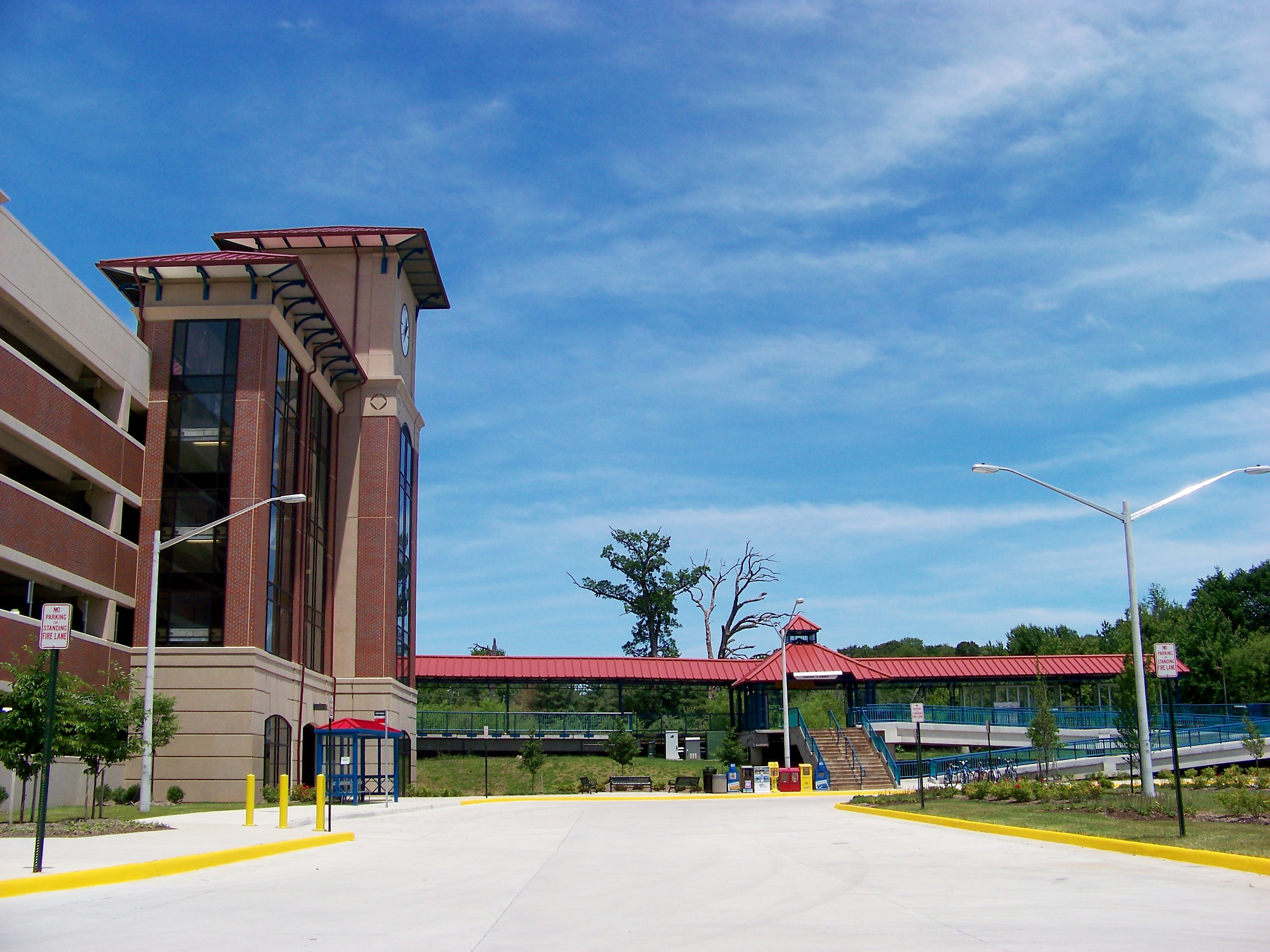
バーク・センター駅